# Flugplatz Storuman

i7
i11
i13
Der Flugplatz Storuman (schwedisch Storumans flygplats, IATA-Code: SQO, ICAO-Code: ESUD) ist ein öffentlicher Flugplatz, 35 km östlich von Storuman in der schwedischen Provinz Västerbottens län entfernt.

## Flugplatzdaten
Der Flugplatz hat eine Asphaltpiste mit 2283 m Länge und 40 m Breite. Die Seehöhe beträgt 279 m.

## Geschichte
Er wurde 1943 eröffnet und war bis 2005 einer der Stützpunkte der Luftwaffe. Mit dem Abbau der schwedischen Streitkräfte wurde der Flughafen für 6,5 Millionen an die Gemeinde Storuman verkauft und zu einem zivilen Flugplatz umgebaut. Die lettische Fluggesellschaft Avion Express flog täglich mit einer Saab 340 nach Stockholm. Andere Fluggesellschaften, die die Route bedienten, waren Skyways, DAT, West Air Sweden und Holmström Air.
Rikstrafiken (das unrentable Fluggesellschaften unterstützt) beschloss im Oktober 2007, den Flugplatz Storuman nach Oktober 2008 nicht mehr zu unterstützen, da sie die Flughäfen in Vilhelmina und Lycksele für ausreichend für die Region hielten. Der Flughafen Vilhelmina liegt 75 km von der Gemeinde Storuman entfernt. Die Gemeinde Storuman wollte den Flugverkehr aufrechterhalten und begann ab 12. Januar 2009 den Flugverkehr selbst zu organisieren.
Nachdem die Zahl der Passagiere in Storuman im dritten Quartal 2009 um 28 Prozent zurückgegangen war, entschied der Gemeinderat von Storuman, dass der Flugverkehr ab 28. Februar 2010 eingestellt werde.
Der Vorstand der Flughafengesellschaft beschloss am 3. Februar 2010, dass der Flugverkehr ab dem 1. März 2010 mit reduzierter Frequenz fortgesetzt wird. Damit war das Rentabilitätsproblem nicht gelöst, der Verkehr wurde jedoch ab Juni 2010 eingestellt.
Der Flugplatz Storuman ist heute vollständig geschlossen, bleibt aber bestehen. Im Laufe der Jahre seit der Schließung wurden einige Vorschläge für die Nutzung des Flugplatzes erörtert. Im Jahr 2018 sagten mehrere Politiker, sie wollten, dass der Flugplatz von Storuman in ein Zivilschutzzentrum umgewandelt wird. Viele äußerten sich positiv über den Vorschlag, Aktivitäten gab es aber keine.

## Flugbetrieb
Im Jahr 2009 wurden 9346 Passagiere transportiert und 512 Flugbewegungen wurden durchgeführt.